# الاكمة السفلى (المقاطرة)

تعديل مصدري - تعديل

الاكمة السفلى هي إحدى قرى عزلة الاكاحلة بمديرية المقاطرة التابعة لمحافظة لحج، بلغ تعداد سكانها 568 نسمة حسب تعداد اليمن لعام 2004.